# Kazimierz Maciej Skorupka
Kazimierz Maciej (Maciej Kazimierz) Skorupka herbu Ślepowron (ur. ok. 1716, zm. 1785) – chorąży drohicki w latach 1775–1783, podczaszy drohicki w latach 1756–1775, wicestarosta, sędzia grodzki sandomierski, wojski nowokorczyński, konsyliarz województwa sandomierskiego w konfederacji radomskiej w 1767 roku, chorąży chorągwi pancernej starosty trembowelskiego Potockiego w Pułku Najjaśniejszego Króla w 1760 roku.

## Życiorys
Syn Stanisława Skorupki łowczego drohiczyńskiego. Poseł ziemi drohickiej na sejm 1760 roku. Poseł na sejm nadzwyczajny  1761 roku z województwa ruskiego. W załączniku do depeszy z 2 października 1767 roku do prezydenta Kolegium Spraw Zagranicznych Imperium Rosyjskiego Nikity Panina, poseł rosyjski Nikołaj Repnin określił go jako posła właściwego dla realizacji rosyjskich planów na sejmie 1767 roku. Jako poseł z województwa sandomierskiego wszedł w skład delegacji Sejmu 1767–1768, wyłonionej pod naciskiem posła rosyjskiego Nikołaja Repnina, powołanej w celu określenia ustroju Rzeczypospolitej.